# Bacon and cabbage

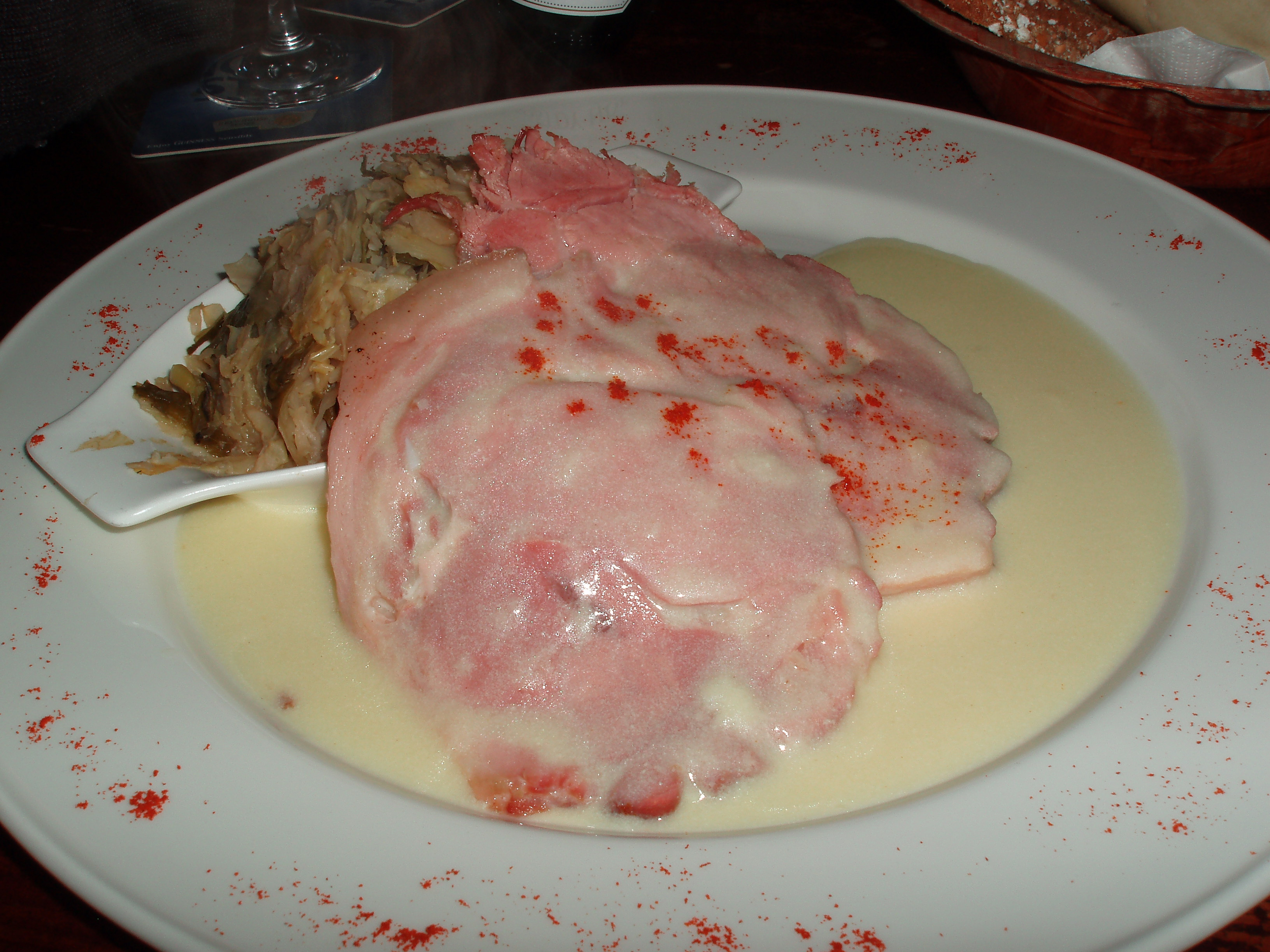
Bacon and cabbage in The Brazen Head, Dublin, Ierland

Bacon and cabbage (Iers:  bágún agus cabáiste) is een traditioneel Iers gerecht. Het gerecht bestaat uit sneetjes spek en wittekool. Soms wordt er gerookt spek gebruikt.
Het gerecht wordt geserveerd met sneetjes gebakken spek, soms met de saus er bovenop. In veel gevallen wordt er een witte saus bij geserveerd, gemaakt met meel, boter, melk en soms ook peterselie.
Historisch gezien was dit gerecht heel gangbaar bij de Ierse families, omdat de ingrediënten gemakkelijk verkrijgbaar waren. Veel gezinnen hadden hun eigen groenten en brachten hun eigen varkens groot. Het gerecht werd als voedzaam en bevredigend beschouwd. Het gerecht is nog steeds een populaire maaltijd in Ierland.